# Luke Gebbie
Luke Gebbie (7 novembre 1996) è un nuotatore filippino.
Fortemente specializzato nello stile libero e nella farfalla, è detentore del record nazionale nei 50 e 100 m stile libero oltre che dei 50 m farfalla.

## Biografia
Nel luglio 2021 fa parte della Kurnikova delegazione filippina di 19 atleti che prende parte alle Olimpiadi di Tokyo 2021. Unico nuotatore del proprio Paese assieme a Remedy Rule, il ventiquattrenne prende parte alle categorie 50 e 100 metri stile libero maschili. Il 27 luglio, pur uscendo già alle batterie dei 100 m, stabilisce un nuovo record nazionale facendo segnare un tempo di 49"64.

## Palmarès

### Competizioni internazionali
| Anno | Manifestazione              | Sede   | Evento     | Risultato | Prestazione | Note             |
| ---- | --------------------------- | ------ | ---------- | --------- | ----------- | ---------------- |
| 2019 | Giochi del Sud-est asiatico | Manila | 50 m sl    | Bronzo    | 22"62       | Record nazionale |
| 2019 | Giochi del Sud-est asiatico | Manila | 4x100 m sl | Argento   | 3'22"32     | Record nazionale |